# デニス・ヴァイオレット
デニス・シドニー・ヴァイオレット（Dennis Sydney Viollet、1933年9月20日 - 1999年3月6日 ）は、イングランド・マンチェスター出身の元プロサッカー選手、元サッカー指導者。元イングランド代表。現役時代のポジションは、フォワード。

## 経歴
1949年にマンチェスター・ユナイテッドFCに入団。翌年、プロ契約を交わした。デビュー戦は1953年4月のニューカッスル・ユナイテッドFC戦だった。スピードのあるヴァイオレットは高さと強さを兼ね備えたトミー・テイラーと抜群のコンビネーションを発揮し、1956年・1957年のリーグ優勝に貢献した。
1956-57シーズンのUEFAチャンピオンズカップでは9月のRSCアンデルレヒト戦で4ゴールを奪うなどゴールを量産、同大会得点王を獲得した。
1958年のミュンヘンの悲劇では頭部と顔面を負傷したが生き延び、1959-60シーズンのリーグ戦で当時のクラブ記録となる32ゴールを挙げた。またイングランド代表にも招集されハンガリーとルクセンブルクとの試合に出場、ルクセンブルク戦ではゴールも挙げた。
1962年1月、2万5000ポンドでストーク・シティに移籍。その後はアメリカ、イングランド、北アイルランドのクラブを渡り歩き、1970年に引退した。
引退後は主にアメリカで指導者として活動し、1999年に脳腫瘍のため死去した。

## タイトル
マンチェスター・ユナイテッド
- フットボールリーグ・ディビジョン1: 1955–56, 1956–57

ストーク
- フットボールリーグ・ディビジョン2: 1962–63

リンフィールド
- アイリッシュカップ: 1969–70

個人
- UEFAチャンピオンズカップ得点王: 1956–57
- フットボールリーグ・ディビジョン1得点王: 1959–60